# Violet Cliff
Violet „Vita” Hamilton Cliff, z domu Supple, po drugim mężu Moore (ur. 2 listopada 1916 w Bath, zm. 23 marca 2003 w Winchesterze) – brytyjska łyżwiarka figurowa, startująca w parach sportowych z mężem Lesliem Cliffem. Uczestniczka igrzysk olimpijskich (1936), dwukrotna brązowa medalistka mistrzostw świata (1936, 1937), wicemistrzyni Europy (1936).
Zarówno Violet Cliff, jak i jej mąż Leslie mieli licencje pilotów, zajęli trzecie miejsce w King’s Cup Air Race 1938. 2 września 1939 roku mieli wystartować w zawodach Miles Hawk organizowanych przez łyżwiarkę figurową Cecilię Colledge, ale przeszkodził im w tym wybuch II wojny światowej.

## Osiągnięcia
Z Lesliem Cliffem
| Igrzyska olimpijskie |   |  |   | 7 |   |   |   |
| Mistrzostwa świata   |   |  |   | 3 | 3 | 4 | 5 |
| Mistrzostwa Europy   | 4 |  | 7 | 2 | 4 |   |   |